# Helm-Gletscher
Der Helm-Gletscher ist ein rund 30 Kilometer langer Gletscher in der antarktischen Ross Dependency. In der Queen Elizabeth Range des Transantarktischen Gebirges fließt er in nördlicher Richtung zum Lowery-Gletscher, den er unmittelbar westlich der Fazekas Hills erreicht.
Teilnehmer der New Zealand Geological Survey Antarctic Expedition (1961–1962) benannten ihn nach Arthur Stanley Helm (* 1914), Sekretär des neuseeländischen Ross Sea Committee.